# Kollmitzberg (Mostviertel)
Der Kollmitzberg ist ein 469 m ü. A. hoher, in der Katastralgemeinde Kollmitzberg bei Ardagger befindlicher Bergrücken und Aussichtsberg des Mostviertels.

## Geologie
Das Mittelgebirge um den Kollmitzberg ist vom Durchbruchstal der Donau (Strudengau) durch die Böhmische Masse geprägt, wodurch die sogenannte Neustadtler Platte von den nördlich der Donau liegenden Hochflächen getrennt wird. In Bereichen von geologischen Verwerfungen bilden Seitentäler wie die Stillensteinklamm oder der Tiefenbach canyonartige Taleinschnitte. Südlich des Kollmitzbergs taucht die Böhmische Masse unter die erdgeschichtlich deutlich jüngere Molassezone des Alpenvorlandes und der Nordalpen ab. Geologisch besteht der Kollmitzberg hauptsächlich aus Graniten, die mit einer bis zu 30 Meter starken Flins als Verwitterungsschicht des Granits überdeckt sind. Der Kollmitzberg war in der erdgeschichtlichen Zeit des Neogen vor 22 – 5 Mio. Jahren vermutlich eine Art Küstenfels am Nordrand des Molassemeeres.

## Geschichte
Historisch belegt ist die erste Erwähnung im 9. Jahrhundert als Collomezza und 1135 als Chalmunze. Die Nähe zum Wort Kalamantia vom keltorömischen Wort für „hochgelegener, geschützter Platz“ machen eine frühe Besiedlung der Bergkuppe wahrscheinlich. Die frühere Namensherleitung von slawisch „Kulm“ (Berg) ist somit eher auszuschließen.
Der Kollmitzberg war eine Zufluchtsstätte mit einer Wallburg, worauf auch der Flurname „In der Burg“ hinweist. Vom Berg hat man einen hervorragenden Rundblick, was ihn auch zum Ort eines Kreidfeuers machte – durch Feuer konnten umliegende Orte von Feinden gewarnt werden. Auf der gegenüberliegenden Seite der Donau überwachte die Kosenburg den Schiffsverkehr am Eingang zum Strudengau.
Während im Mittelalter die Schiffe und Flöße die gefährlichen Donaustrudel bei der Insel Wörth zu bezwingen hatten, wurde der Strudengau am Landweg meist über Kollmitzberg und Neustadtl an der Donau umgangen.
Um 1830 wurde zwischen Oberösterreich und Tiefenbach eine „Fliegende Brücke“ errichtet. Das etwa 700 Meter lange Seil wurde dabei meist mit einem schweren Steinkorb im Wasser verankert. Um 1890 wurde eine Rollfähre errichtet, deren Seil hoch über dem Wasser von Berg zu Berg gespannt war. Erst mit der Eröffnung der in den Jahren 1965 bis 1967 errichteten Donaubrücke wurde eine schnelle Verkehrsverbindung über die Donau nach Grein eingerichtet.